# Sítio da Nazaré

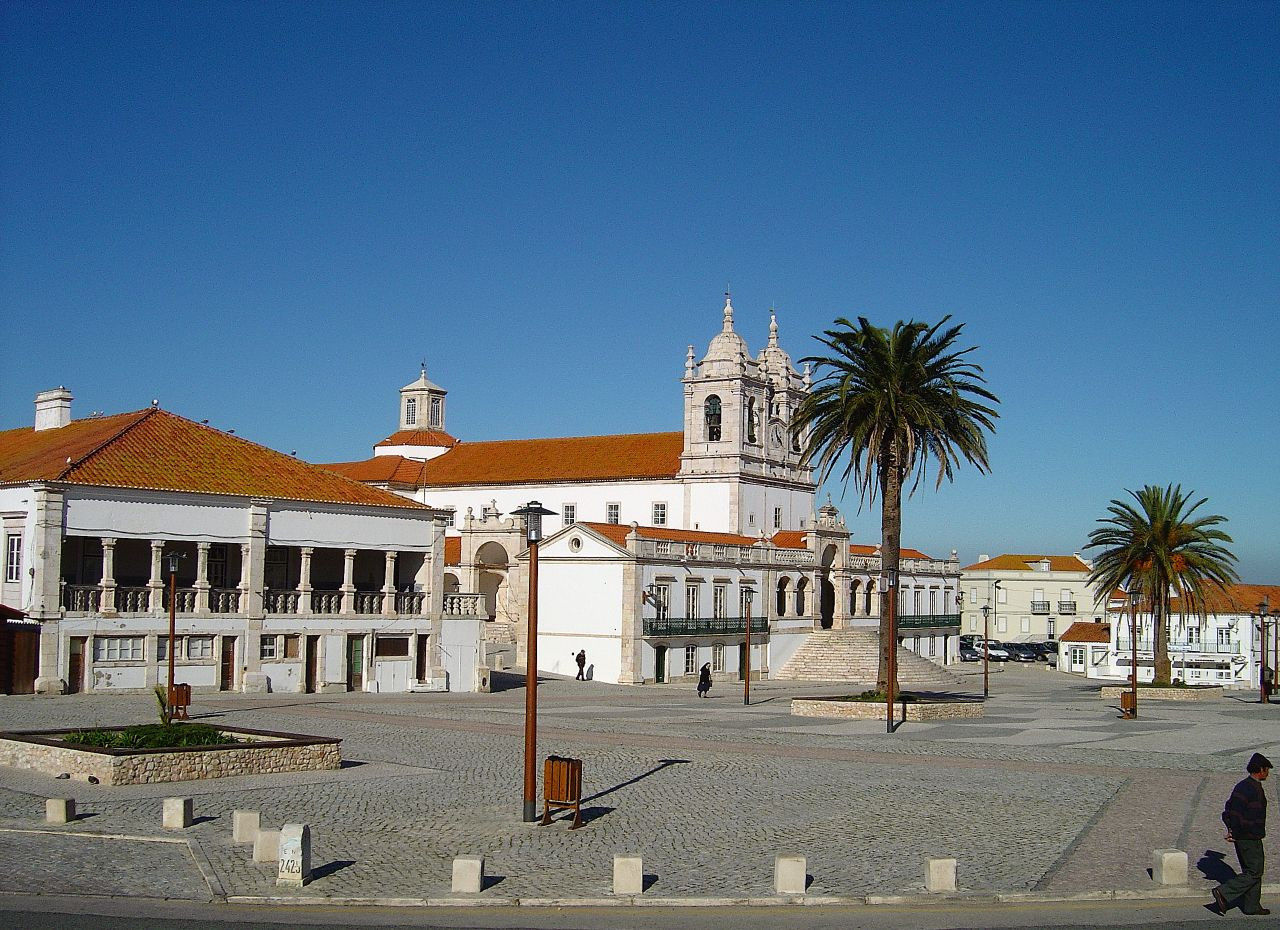
Largo de Nossa Senhora da Nazaré com o Santuário e o Palácio Real.

O Sítio da Nazaré é hoje um bairro da vila da Nazaré, na região Oeste e distrito de Leiria, em Portugal.
Ao longo dos séculos, grandes romagens organizadas, os Círios, oriundos de vários locais como Mafra, Santarém, Óbidos, Leiria, Coimbra ou Lisboa, trouxeram ao Santuário, neste local, milhares de peregrinos e romeiros, de todas as classes sociais, incluindo por vezes a Família Real portuguesa, nomeadamente no dia da padroeira, Nossa Senhora da Nazaré, 8 de setembro.

## História

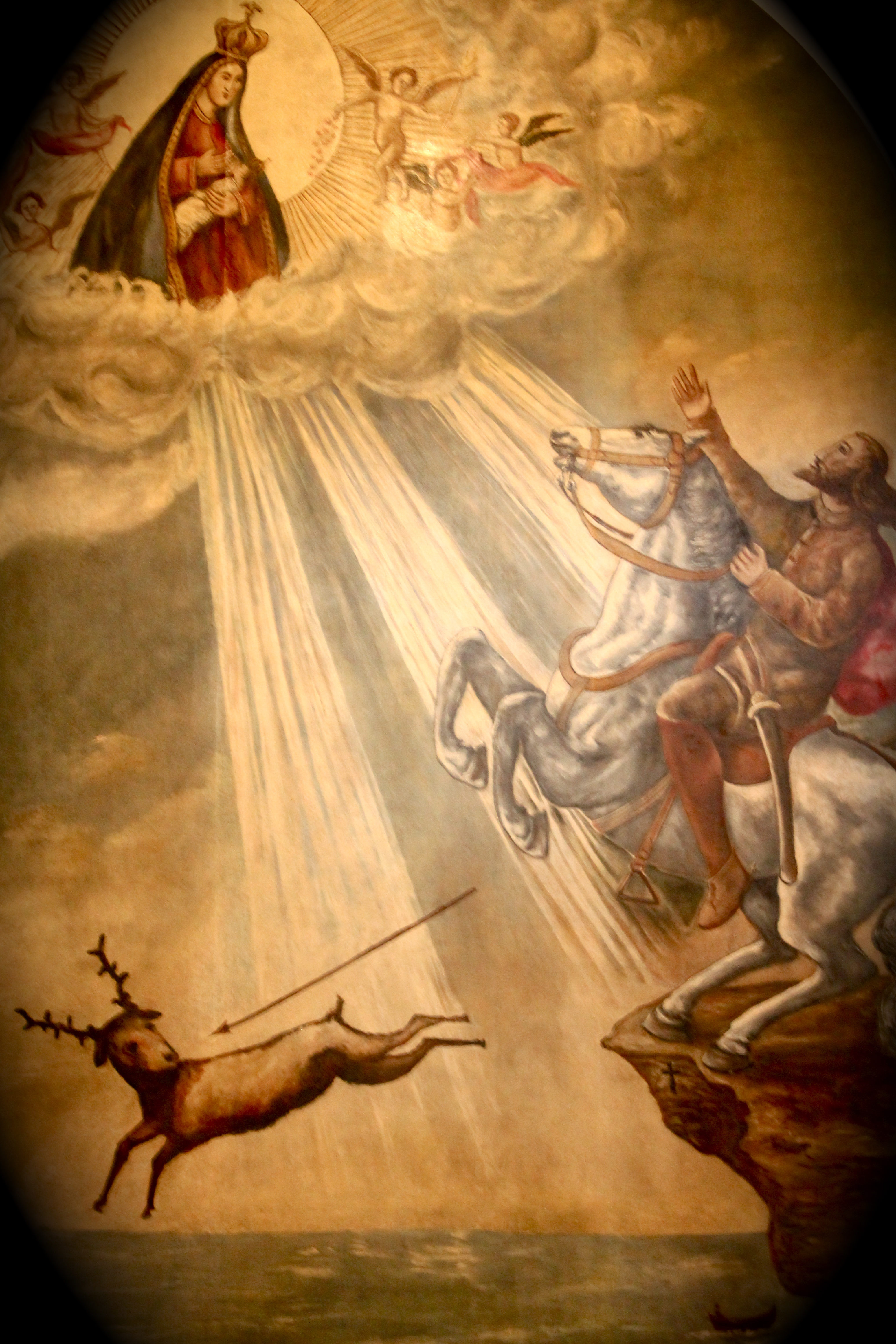
Representação do milagre a D. Fuas Roupinho.

No topo da escarpa do promontório da Nazaré, a primeira construção terá sido a ermida erguida por iniciativa de D. Fuas Roupinho em 1182, sobre uma gruta onde, após a invasão muçulmana da península Ibérica, a imagem de Nossa Senhora da Nazaré terá sido escondida. Essa iniciativa está ligada ao episódio da Lenda da Nazaré.
Séculos mais tarde, em 1377, o Rei D. Fernando I de Portugal fundou aqui um santuário, para o qual a imagem foi transferida. Em torno deste santuário, e para acolher os romeiros que o procuravam, instalaram-se os primeiros habitantes, fazendo erguer as primeiras casas.
Em 1648, para além da Ermida da Memória e do Santuário de Nossa Senhora da Nazaré, contavam-se no local cerca de trinta casas, estrebarias, um forno de cal e uma fonte.
No contexto da Guerra Peninsular, quando da primeira invasão francesa em 1808, as tropas de Napoleão Bonaparte saquearam o Santuário e a povoação, que incendiaram parcialmente, na sequência da resistência popular. Alguns dos habitantes do local foram capturados e fuzilados pelos franceses no largo da Fonte Velha.
Até meados do século XX foi elevado o número de forasteiros que ali se deslocavam para venerar a Senhora da Nazaré na época das suas festas, no final do Verão. Com a popularização do Santuário de Fátima, o número de peregrinos e visitantes ao Santuário da Nazaré declinou progressivamente.
Entretanto, o Sítio da Nazaré, cercado por uma extensa muralha, com o santuário, as casas de romeiros, o paço Real, a casa do Reitor, o teatro, a praça de touros, as duas fontes e os dois grandes poços, denota, através desses equipamentos e da organização da sua malha urbana (com vários e espaçosos largos), a origem da povoação, vocacionada para receber sazonalmente grande número de romeiros e de festeiros, denominando-se Festas da Nazaré a maior aglomeração humana que ocorre anualmente no início de setembro.

## Visita Virtual
- «Visita Virtual ao Sítio da Nazaré»